# Yang Wu
Wu (吳), também conhecido como Huainan (淮南), Hongnong (弘農), Southern Wu (南 吳) ou Yang Wu (楊 吳), foi um dos Dez Reinos no leste da China que existiu desde 907 a 937. Sua capital era o município de Jiangdu (江都) (atual Yangzhou, na província de Jiangsu).
Alguns historiadores consideram Wu ter começado em 902, quando Yang Xingmi foi nomeado Príncipe de Wu pela dinastia Tang.  Todos os três governantes de Wu após 907 (quando a dinastia Tang entrou em colapso) eram filhos de Yang Xingmi. O primeiro governante Yang Wo foi assassinado por Xu Wen e Zhang Hao , e seus dois irmãos depois dele foram efetivamente fantoches dominados por Xu Wen no início, e mais tarde o filho adotivo de Xu Wen, Xu Zhigao (Li Bian), que em 937 usurpou o poder para estabelecer o sul Tang. Yang Pu, o último governante, foi o único a reivindicar o título de imperador ; os outros governantes eram reis ou príncipes.